# تبغاوات
التبغاوات (الاسم العلمي: Nicotianoideae) هي أسرة من النباتات تتبع الفصيلة الباذنجانية من رتبة الالباذنجانيات.